# Eira (Vila do Corvo)
A Eira de (Vila do Corvo) é uma construção utilitária pública portuguesa do século XIX localizada na ilha do Corvo, arquipélago dos Açores.
Apresenta-se como um conjunto edificado que se encontra protegido pela Resolução n.º 69/97, de 10 de Abril, do Governo Regional dos Açores. Esta Eira, local destinado à secagem, e amanho dos cereais, tem uma data de construção que recua ao século XIX e faz parte do Inventário do Património Histórico e Religioso da ilha do Corvo.
Esta eira apresenta uma construção de forma circular com e um diâmetro de aproximadamente de nove metros. O seu pavimento encontra-se revestido a argamassa de cimento de combro e formado por pedras colocadas na posição vertical e encostadas e consolidadas também pela mesma argamassa. No centro da eira existe um orifício utilizado para a colocação de um prumo.